# Pamares parvus
Pamares parvus är en insektsart som beskrevs av Mansell 1990. Pamares parvus ingår i släktet Pamares och familjen myrlejonsländor. Inga underarter finns listade i Catalogue of Life.